# Leon Szymański (1895–1920)
Leon Szymański (ur. 23 stycznia 1895 w Nowym Wiśniowcu, zm. 12 kwietnia 1920 pod Strużką, w powiecie uszyckim) – oficer armii rosyjskiej, Wojska Polskiego na Wschodzie i Wojska Polskiego w II Rzeczypospolitej, kawaler Orderu Virtuti Militari.

## Życiorys
Urodził się w rodzinie Bazylego i Honoraty z Pieleckich. Absolwent gimnazjum w Jelizawietpolu. W 1915 powołany do armii rosyjskiej, a po ukończeniu szkoły podchorążych w Tyflisie mianowany podporucznikiem. W kwietniu 1917 awansowany na porucznika.
Zimą 1917 wstąpił do I Korpusu Polskiego gen. Dowbora-Muśnickiego. 
W listopadzie 1919 wstąpił do odrodzonego Wojska Polskiego. Został dowódcą 2. kompanii III batalionu 54 pułku piechoty Strzelców Kresowych. W boju pod Strużkami, na czele swojej kompanii skutecznie osłaniając zasadnicze działania 3 baonu. Zginął na polu bitwy. Za bohaterstwo w walce odznaczony został pośmiertnie Krzyżem Srebrnym Orderu Virtuti Militari. 

## Ordery i odznaczenia
- Krzyż Srebrny Orderu Virtuti Militari nr 3896
- Krzyż Walecznych (dwukrotnie)[3]